# Ludomy
Ludomy (prononciation : [luˈdɔmɨ], en allemand : Ludom) est un village polonais de la gmina de Ryczywół dans le powiat d'Oborniki de la voïvodie de Grande-Pologne dans le centre-ouest de la Pologne.
Il se situe à environ 6 kilomètres au sud de Ryczywół (siège de la gmina), à 13 kilomètres au nord d'Oborniki (siège du powiat), et à 42 kilomètres au nord de Poznań (capitale de la Grande-Pologne).

## Histoire
De 1975 à 1998, le village faisait partie du territoire de la voïvodie de Piła.

Depuis 1999, Ludomy est situé dans la voïvodie de Grande-Pologne.
Le village possède une population de 500 habitants en 2006.